# جزیره استردبروک شمالی
جزیره استردبروک شمالی (به انگلیسی: North Stradbroke Island) یک جزیره در استرالیا است که در کوئینزلند واقع شده‌است.

## خصوصیات
جزیره استردبروک شمالی ۲٬۰۰۰ نفر جمعیت دارد.